# Regla de Pascal
En matemáticas, la regla de Pascal es una identidad combinatórica sobre los coeficientes binomiales. La regla dice que para cada número natural n se tiene que
{\displaystyle {n-1 \choose k}+{n-1 \choose k-1}={n \choose k}\quad {\text{para }}1\leq k\leq n}
donde {\displaystyle {n \choose k}} es un coeficiente binomial. Esto también puede ser comúnmente escrito como
{\displaystyle {n \choose k}+{n \choose k-1}={n+1 \choose k}\quad {\text{para }}1\leq k\leq n+1}

## Demostración combinatoria

Ilustración de demostración combinacional:

La regla de Pascal tiene un significado combinacional intuitivo, que se expresa claramente en esta prueba de conteo.
Demostración: Recordemos que  {\displaystyle {n \choose k}}es igual al número de subconjuntos con k elementos de un conjunto con n elementos. Supongamos que un elemento en particular es etiquetado como X en un conjunto con n elementos.
Para construir un subconjunto de k elementos que contenga X, cogemos X y k-1 elementos de los n-1 elementos restantes del conjunto. Entonces habría {\displaystyle {n-1 \choose k-1}}de estos subconjuntos.
Para construir un subconjunto de k elementos que no contengan X, cogemos k elementos de los n-1 elementos restantes del conjunto. Entonces habría {\displaystyle {n-1 \choose k}}de estos subconjuntos.
Cada subconjunto de k elementos puede contener X o no. El número total de subconjuntos con k elementos en un conjunto de n elementos es la suma del número de subconjuntos que contienen X y el número de subconjuntos que no contienen X, {\displaystyle {n-1 \choose k-1}+{n-1 \choose k}}.
Por lo tanto, {\displaystyle {n \choose k}={n-1 \choose k-1}+{n-1 \choose k}}.

## Demostración algebraica
Alternativamente, la derivación algebraica del caso binomial es la siguiente:
{\displaystyle {\begin{aligned}{n-1 \choose k}+{n-1 \choose k-1}&={\frac {(n-1)!}{k!(n-1-k)!}}+{\frac {(n-1)!}{(k-1)!(n-k)!}}\\&=(n-1)!\left[{\frac {n-k}{k!(n-k)!}}+{\frac {k}{k!(n-k)!}}\right]\\&=(n-1)!{\frac {n}{k!(n-k)!}}\\&={\frac {n!}{k!(n-k)!}}\\&={\binom {n}{k}}.\end{aligned}}}

## Generalización
La regla de Pascal puede generalizarse a coeficientes multinomiales. Para cualquier entero p tal que {\displaystyle p\geq 2}, {\displaystyle k_{1},k_{2},k_{3},\dots ,k_{p}\in \mathbb {N} ^{*}}, y {\displaystyle n=k_{1}+k_{2}+k_{3}+\cdots +k_{p}\geq 1}, {\displaystyle {n-1 \choose k_{1}-1,k_{2},k_{3},\dots ,k_{p}}+{n-1 \choose k_{1},k_{2}-1,k_{3},\dots ,k_{p}}+\cdots +{n-1 \choose k_{1},k_{2},k_{3},\dots ,k_{p}-1}={n \choose k_{1},k_{2},k_{3},\dots ,k_{p}}} donde {\displaystyle {n \choose k_{1},k_{2},k_{3},\dots ,k_{p}}} es el coeficiente del término {\displaystyle x_{1}^{k_{1}}x_{2}^{k_{2}}\dots x_{p}^{k_{p}}} en expansión de {\displaystyle (x_{1}+x_{2}+\dots +x_{p})^{n}}.

La derivación algebraica para este caso general es la siguiente. Sea p un entero tal que {\displaystyle p\geq 2}, {\displaystyle k_{1},k_{2},k_{3},\dots ,k_{p}\in \mathbb {N} ^{*}}, y {\displaystyle n=k_{1}+k_{2}+k_{3}+\cdots +k_{p}\geq 1}. Entonces: {\displaystyle {\begin{aligned}&{}\quad {n-1 \choose k_{1}-1,k_{2},k_{3},\dots ,k_{p}}+{n-1 \choose k_{1},k_{2}-1,k_{3},\dots ,k_{p}}+\cdots +{n-1 \choose k_{1},k_{2},k_{3},\dots ,k_{p}-1}\\&={\frac {(n-1)!}{(k_{1}-1)!k_{2}!k_{3}!\cdots k_{p}!}}+{\frac {(n-1)!}{k_{1}!(k_{2}-1)!k_{3}!\cdots k_{p}!}}+\cdots +{\frac {(n-1)!}{k_{1}!k_{2}!k_{3}!\cdots (k_{p}-1)!}}\\&={\frac {k_{1}(n-1)!}{k_{1}!k_{2}!k_{3}!\cdots k_{p}!}}+{\frac {k_{2}(n-1)!}{k_{1}!k_{2}!k_{3}!\cdots k_{p}!}}+\cdots +{\frac {k_{p}(n-1)!}{k_{1}!k_{2}!k_{3}!\cdots k_{p}!}}={\frac {(k_{1}+k_{2}+\cdots +k_{p})(n-1)!}{k_{1}!k_{2}!k_{3}!\cdots k_{p}!}}\\&={\frac {n(n-1)!}{k_{1}!k_{2}!k_{3}!\cdots k_{p}!}}={\frac {n!}{k_{1}!k_{2}!k_{3}!\cdots k_{p}!}}={n \choose k_{1},k_{2},k_{3},\dots ,k_{p}}.\end{aligned}}}